# フェリックス・デュジャルダン

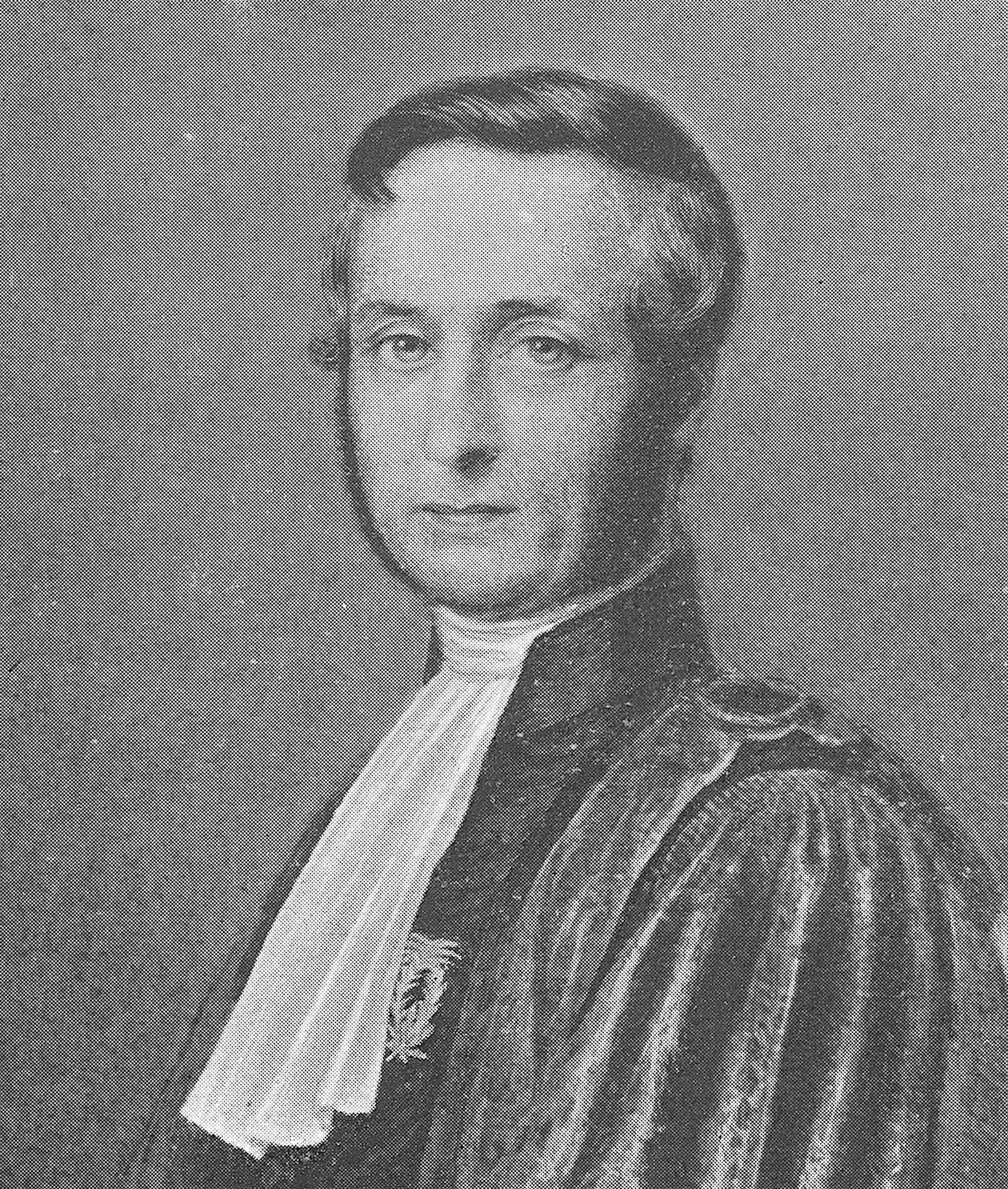
Félix Dujardin

フェリックス・デュジャルダン（Félix Dujardin 、1801年4月5日 - 1860年4月8日）は、フランスの自然科学者、地質学者、動物学者である。原生動物の研究などで知られる。

## 生涯
トゥールで生まれた。リール出身の祖父も父も時計職人で、しばらく工作を手伝い、手先の器用さを獲得した。トゥールのコレージュで学び、知り合いの医師から解剖学と博物学の本を見せられて科学に興味を持った。化学者、アントワーヌ・フランソワ・ド・フルクロアの著書で化学の興味を持ち、しばらく化学に専念した。ルイ・ジャック・テナールの教科書で学び、パリのテナールの実験室で学んだ。1818年にエコール・ポリテクニークを受験するが、合格しなかった。
トゥールに戻り、司書になり、余暇に科学の研究を行った。第三紀層の地層や化石に関する最初の論文は、チャールズ・ライエルの注目を得た。1826年から1829年の間、トゥールで応用科学、地質学、化学を教え、光学や結晶学の研究を行い、植物採集を行ない、1833年に『アンドル＝エ＝ロワール県の植物総覧』（"Flore complète d' Indre- et-Loire"）の著者の一人となった。植物学者のアンリ・デュトローシェの助言に従い、動物学に専念するためにパリに出た。その後、数年は雑誌や百科事典に記事を執筆して家族の生活費を稼いだ。
1839年にトゥルーズ大学の地質学と鉱物学の職を得て、1840年に新設されたレンヌの自然科学の学部の動物学、植物学の教授となり、後に学部長を務めた。同僚との摩擦で1842年に辞職した。
顕微鏡を使った、動物学の研究で知られ、1834年に単細胞生物のグループを根足虫 (Rhizopoda)と分類することを提案した。有孔虫を生きた状態で顕微鏡観察し、顕微鏡下で原生動物の体を解剖針で押しつぶし、中から出てきた粘着性の透明な物質が「生きている」様子を観察し、これを肉質（サルコード）と名付けて1835年に発表した。これはフーゴ・フォン・モールらによって原形質（プロトプラズマ）と呼ばれることになった。デュジャルダンは単細胞生物を観察したが、細胞の概念をもつことはなかった。1850年に、節足動物の脳内にあるキノコ体についての報告も行った。

## 著書

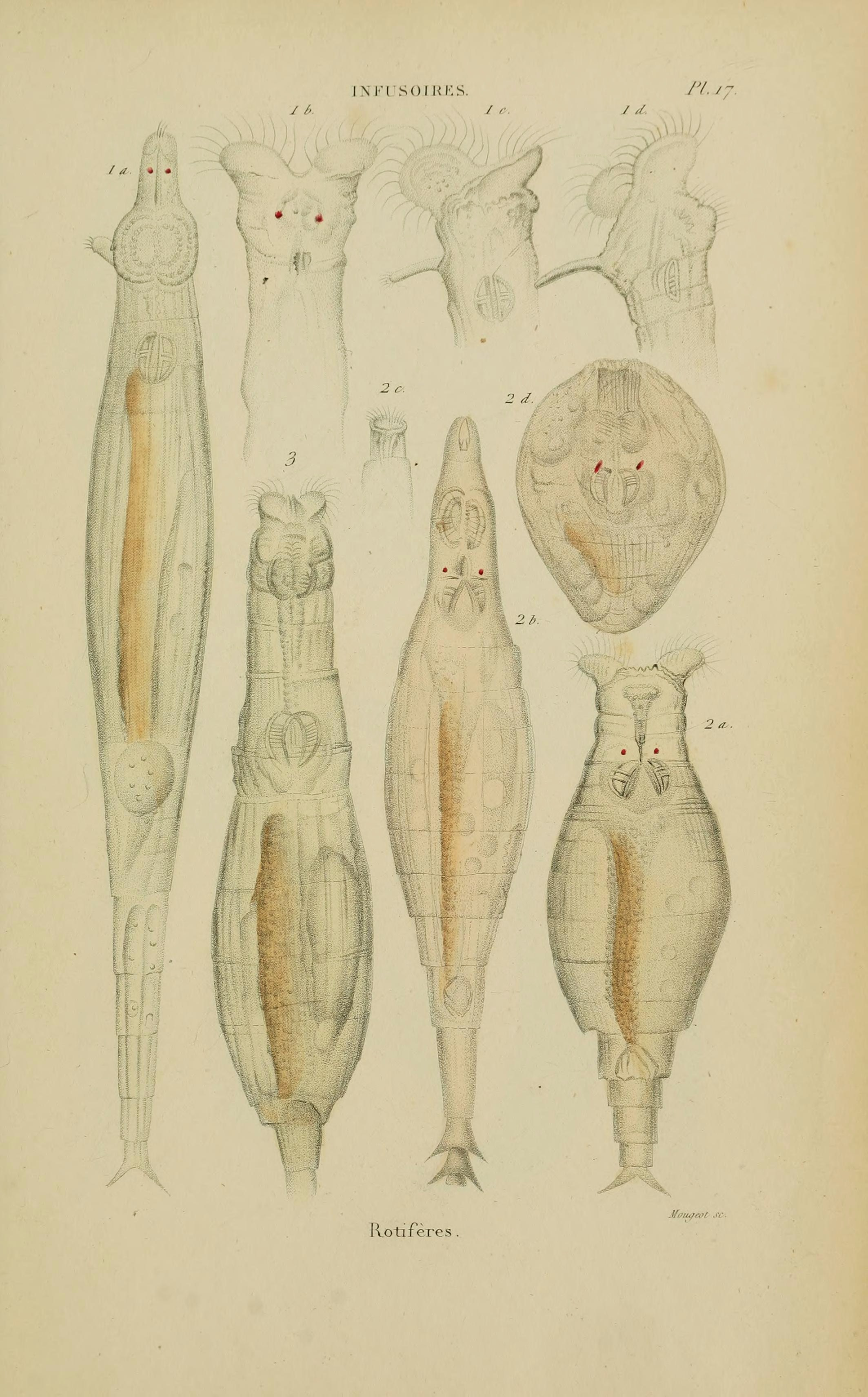
Histoire naturelle des zoophytesの図版

- Mémoire sur les couches du sol en Touraine et descriptions des coquilles de la craie des faluns (1837).
- Histoire naturelle des zoophytes. Infusoires, comprenant la physiologie et la classification de ces animaux, et la manière de les étudier à l'aide du microscope (1841).
- Nouveau manuel de l'observateur au microscope (1842).
- Histoire naturelle des helminthes ou vers intestinaux. xvi, 654+15 pp. + Plates (1845).
- Histoire naturelle des zoophytes échinodermes : comprenant la description des crinoïdes, des ophiurides, des astérides, des échinides et des holothurides. Librairie encyclopédique de Roret, Paris 1862
- Mémoire sur le système nerveux des insectes. In: Annales des sciences naturelles. Zoologie (Unterreihe), 3. Serie, Bd. 14 (1850), S. 195–206.